# ニーム (フランス)
ニーム（Nîmes）は、フランスの南部に位置する都市で、ガール県の県庁所在地である。

## 概要

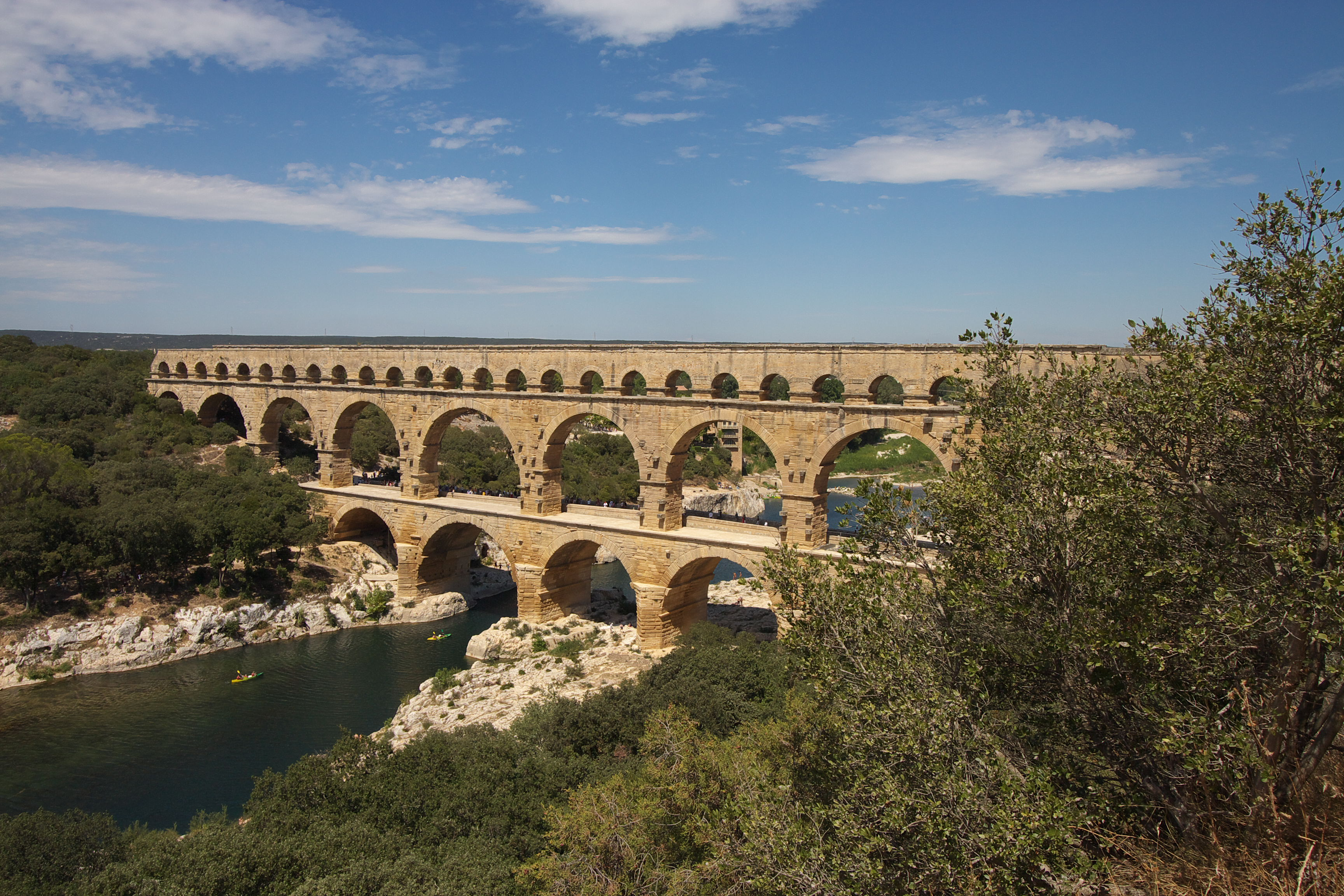
ポン・デュ・ガール

古代ローマ時代からの都市であり、当時の名をコローニア・ネマウサ（Colonia Nemausa）と称する。ニームには古代ローマ時代の橋・神殿・円形劇場などの遺構が数多く残る。水道橋ポン・デュ・ガールは1世紀に建設され、街にウーゼ川から水を供給した。現在ポン・デュ・ガールはユネスコの世界遺産に登録されている。

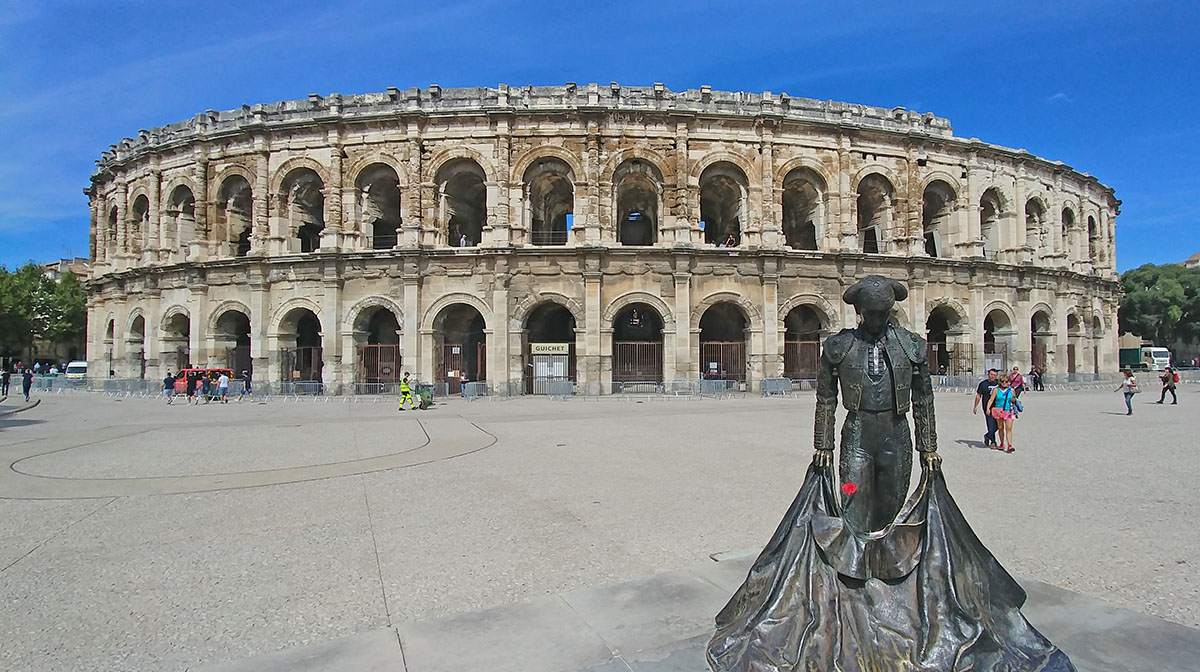
円形劇場

ニームの円形劇場は現在も闘牛やコンサートに使用されている。

## 歴史
街の名前は、ローマ人の村にあった泉ネマウスス（"Nemausus"）に由来する。ニームの街のシンボルで盾の模様でもある図柄には、ヤシの木にワニが鎖に繋がれており、"Nemausus"の植民地あるいは居住を意味する"Colonia Nemausus"の略語"COLNEM"の文字が刻まれている。カエサルのニーム遠征に仕えたローマ軍の退役軍人は、15年間仕えた後、ニーム平原に耕作するための一区画の土地を与えられた。
ニームは紀元前118年に建設されたイタリアからスペインに至るローマ街道であるドミティア街道沿いに位置した。

### ガロ・ローマ時代
紀元前28年より以前、ニームはローマ帝国の植民地となった。証拠としては、初期の硬貨にネマウスス植民地の省略文字"NEM. COL"と書かれている。数年後、教会と他の建築物は噴水と共に建設された。アウグストゥスが、街を当時のナルボンヌ県の県庁として建設し、繁栄をもたらしたが、ニームはすでにローマの影響下にあった。
アウグストゥスは街に、6kmにも渡る14の塔で増強された環状の城壁を築いた。そのうちの2つの門アウグスタ門とフランス門は、今日も残っている。当時の街の人口は6万人と見積もられている。彼は公共広場を建てさせた。丘から北側に水を運ぶために、ローマ水道が建てられた。ウゼスとルムーランの間でガルドン川を渡る街の北西20kmの地点に、壮大なポン・デュ・ガールが建設された。街に記念碑は無く、発掘の過程で発見された碑文や建築物の破片でその存在がわかる。街には市民のバシリカ教会やクリア集会場、高校、そしておそらく円形競技場もこの時あった。
円形競技場は、2世紀の末に建てられた。ローマ皇帝アントニヌス・ピウスの家族は、ニーム周辺のネマウススの出身であった。
街は3世紀末まで繁栄した。4、5世紀の間は、近隣のアルルがより繁栄していた。ローマ皇帝コンスタンティヌス1世は、街に浴場を与えた。
473年街は西ゴート族により街は占領された。

### 4-13世紀
侵略と退廃の時代であったガロ・ローマ時代の後、1世紀ガリア人によって設立されていたキリスト教会が、市民に開かれた最後の避難所として登場した。教会は重要な人物によって組織され、指導されていたので、時代の流れの中で徐々にその重要性を増していった。異民族の侵略後、710年、スペインからムーア人の襲撃に直面した。占領は小ピピンの支配下で754年まで続いた。街は、数多くの紛争や侵略により破壊されたが、現在は華麗なガロ・ローマ文化都市の影響のみが残る。その地域的な力は円形闘技場に見られる。
カロリング朝の支配が、比較的平和な状態をもたらした。しかし12世紀の封建時代には、ルイ9世の時代が訪れるまで、地域紛争が続いた。この間、ニームは古代の円形闘技場内の平民の力で共同で運営されていた。競技場内にはViguierや闘技場の騎士が住んでいた。宗教的な権威は、教会と司教座聖堂参事会、司教の家周辺の司教関連の複合施設に基づいていた。一方、街はメゾン・カレの4人の執政官によって代表されていた。
絶え間ない封建時代の争いにもかかわらず、牧畜業やそれに関連する活動と同様、商業や産業の両面でもある程度の進歩がみられた。
トゥールーズ伯レーモン7世（en）による尽力の後、ルイ9世は、ラングドックとなったこの地域に、なんとか王室の権力の基礎を固めた。

### 侵略の時代
14-15世紀の間、ローヌ谷は、経済を破壊し、飢饉の原因となった絶え間無い一連の侵略にみまわれた。習慣は忘れ去られ、宗教的な動乱（ユグノー戦争）や疫病が起き、街は影響を受けた。ニームは、プロテスタントの拠点の1つであったが、悲惨な疫病の定期的な発生に加えて、17世紀中頃まで続く激しい弾圧や親族が殺し合う対立の影響を受けた。

## 観光
- 円形闘技場
- メゾン・カレ方形の家
- 古代博物館
- 泉水公園
- マーニュ塔

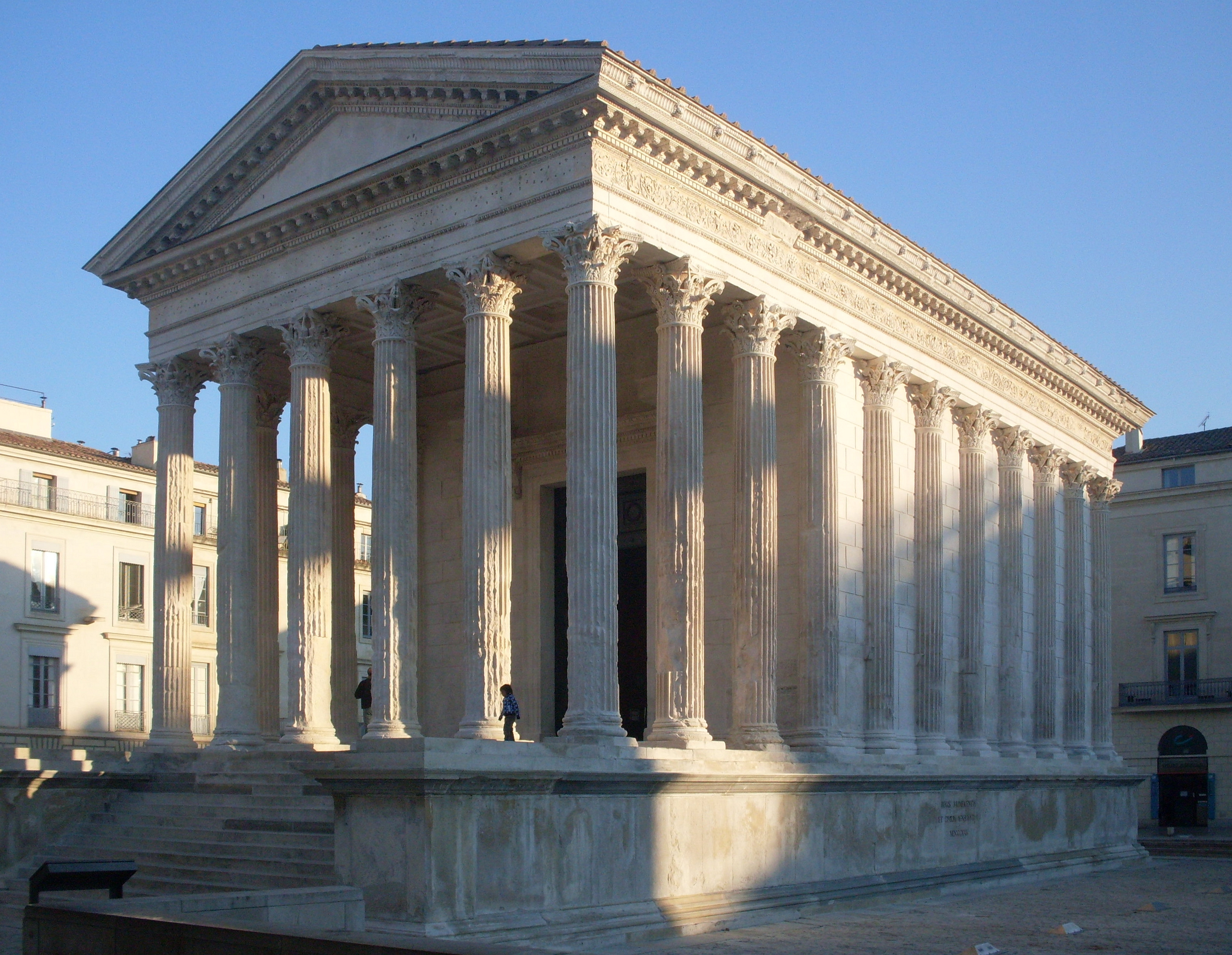
メゾンカレ

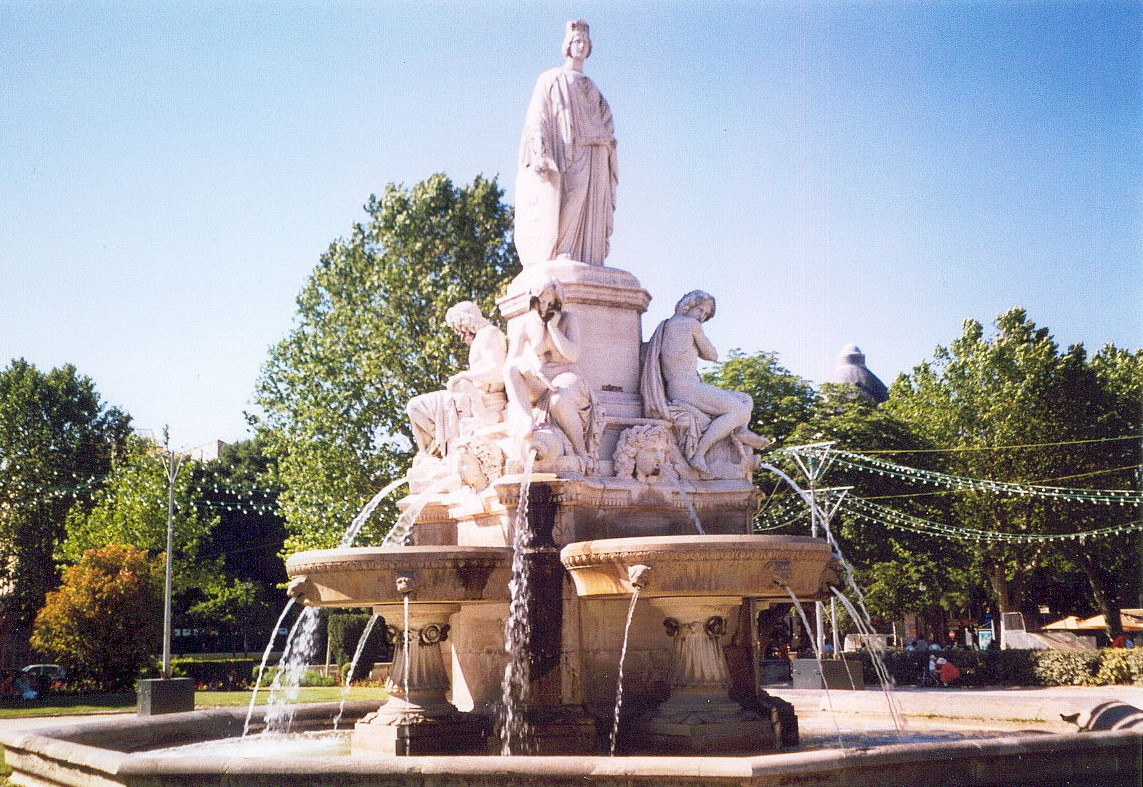
泉水公園

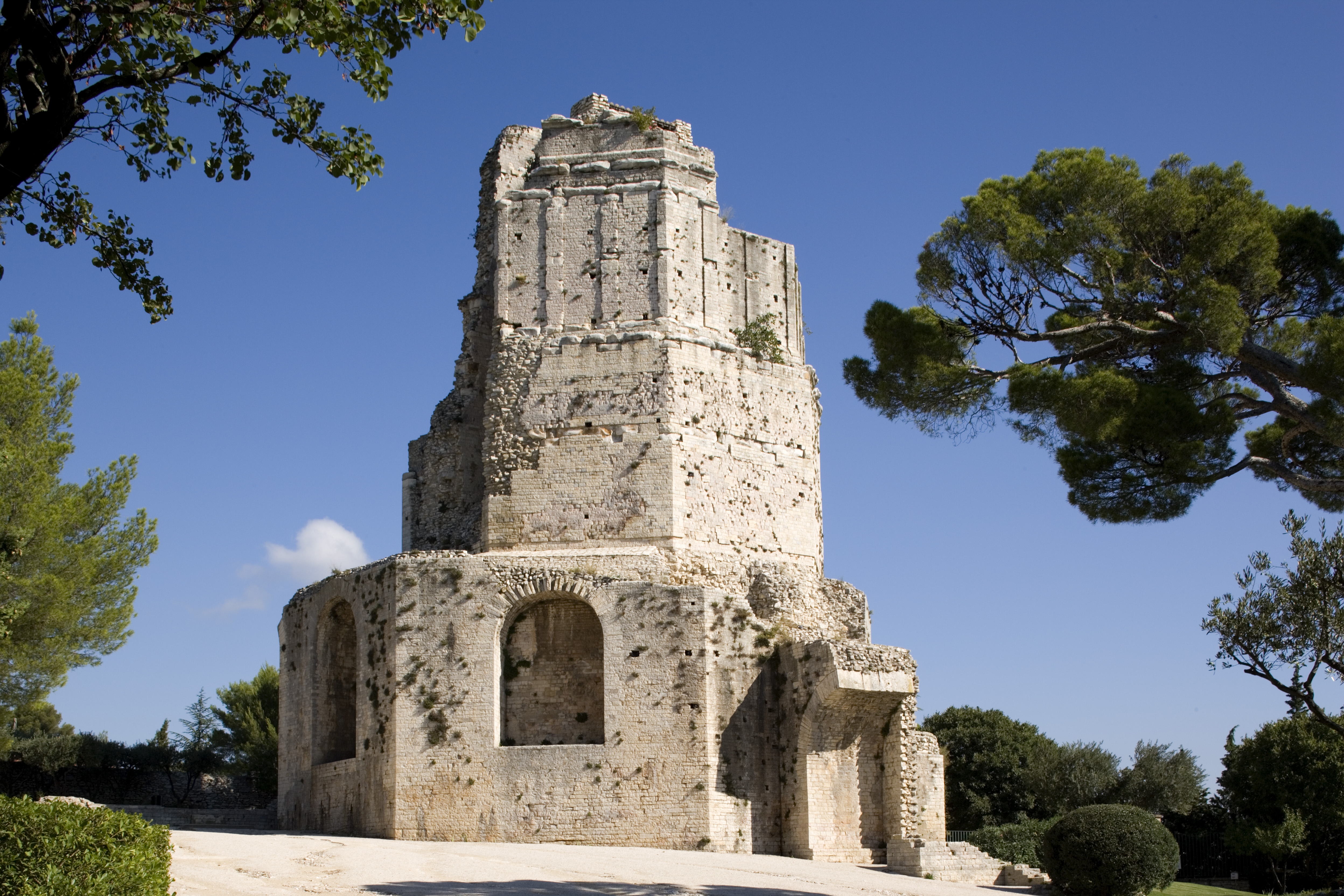
マーニュ塔

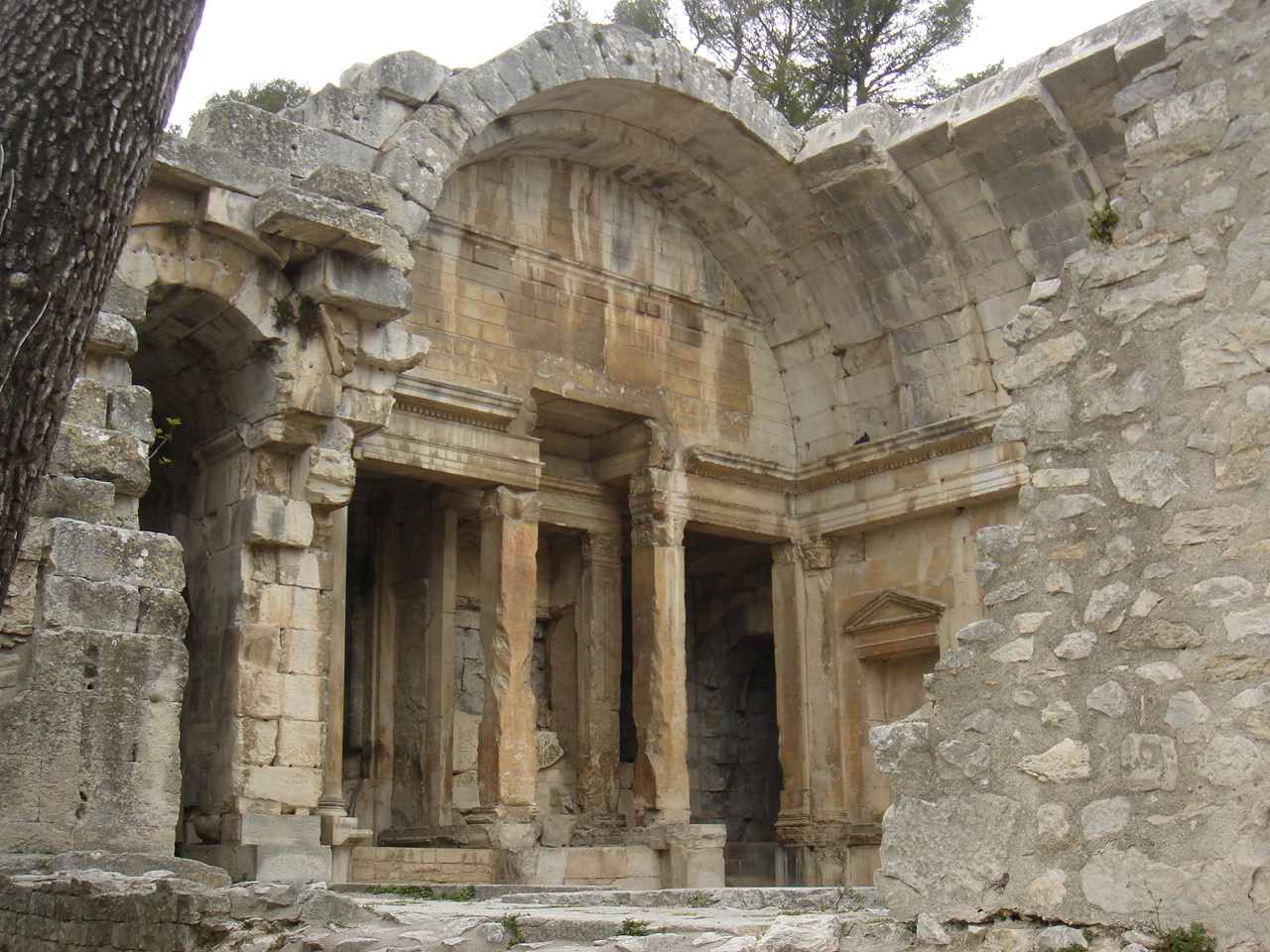
ディヤーヌ神殿

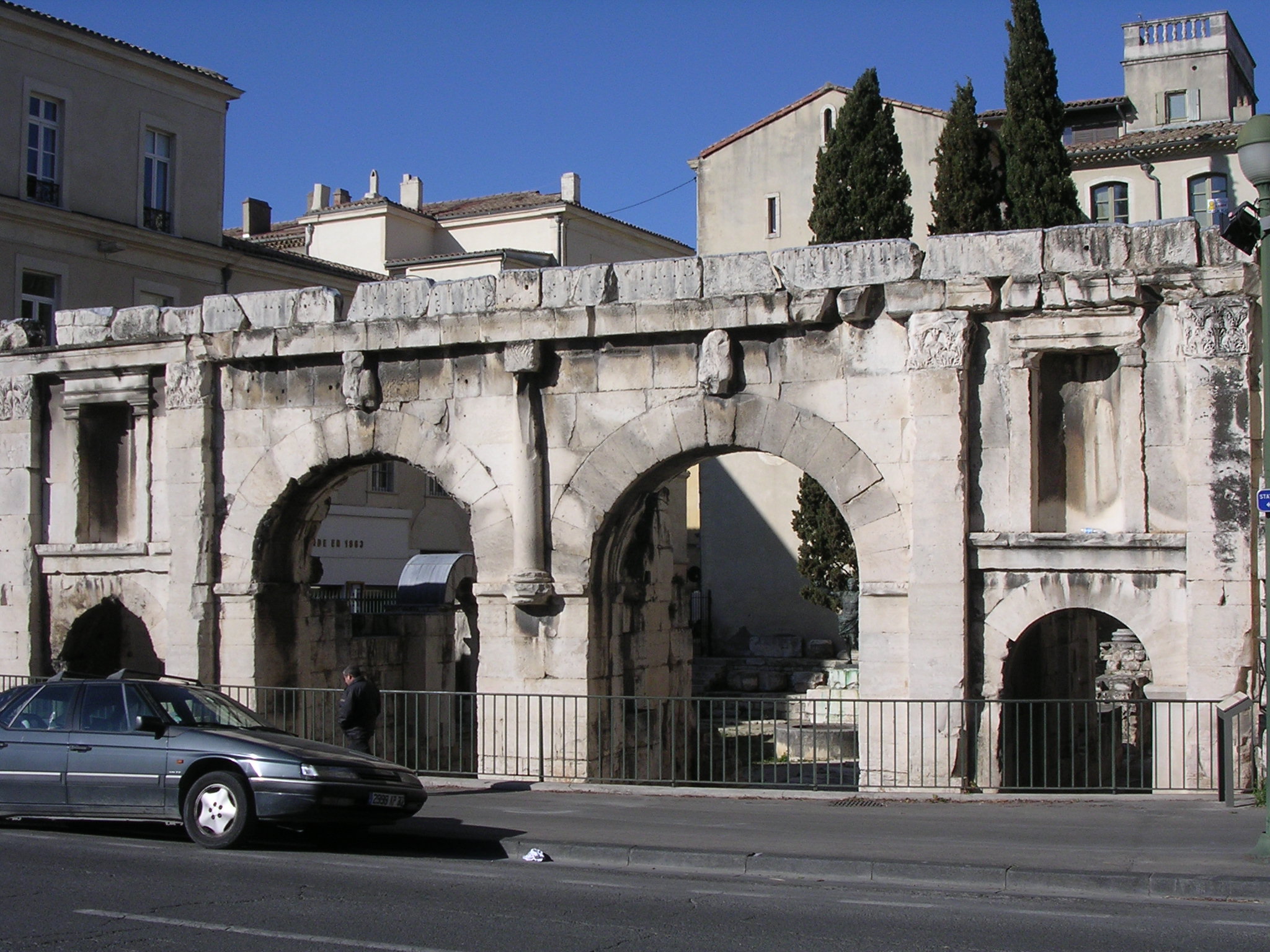
アウグストゥス門

- ディヤーヌ神殿－ディヤーヌは月の女神、狩猟の守護神
- 城壁
- アウグストゥス門
- 考古資料館
- 自然史博物館
- 美術館
- アルフォンス・ドーデ生家
- パラディエの泉
- ニーム時代博物館
- ノートル・ダム　エ・サン　カストール大聖堂
- マドレーヌ通り
- シャピトール通り
- アスピック通り
- ベルニス通り

## 経済
ニームは古くから織物の街として知られている。ブルージーンズの素材であるデニムの名前はこの都市が由来となっている。

## 地勢
市役所の地理上の座標は以下の通り。
- 北緯43°49' 59"
- 東経 4°21' 00"
- 標高 43m

面積は165.85km2、人口は約13万人、近隣コミューンを併せると約15万人、ニーム都市圏としては約22万人に達する。

## 交通
- LGV地中海線のニーム駅

## 著名な出身者
- フランソワ・ピエール・ギヨーム・ギゾー：政治家
- アルフォンス・ドーデ：小説家
- マルグリット・ロン：音楽家、ピアニスト
- ジャン・ポーラン：言語学者、作家、文芸評論家

## 姉妹都市
| - ブラウンシュヴァイク、ドイツ - プレストン、ランカシャー州、イングランド - ヴェローナ、イタリア - プラハ、チェコ | - フランクフルト (オーダー)、ドイツ - サラマンカ、スペイン - リション・レジオン、イスラエル - メクネス、モロッコ |